# Protoribates lophothrichus
Protoribates lophothrichus är en kvalsterart som först beskrevs av Berlese 1904.  Protoribates lophothrichus ingår i släktet Protoribates och familjen Protoribatidae. Inga underarter finns listade i Catalogue of Life.